# Ковальчук Андрій Трохимович
Андрі́й Трохи́мович Ковальчу́к (нар. 28 квітня 1974, с. Щитинь Любешівського району Волинської області) — генерал-майор ЗСУ, командувач Оперативного командування «Південь» Сухопутних військ ЗСУ (2021 — 2024). Командувач оперативно-стратегічного угруповання військ (ОСУВ) «Олександрія» (2022).
Начальник штабу — перший заступник командувача Десантно-штурмових військ ЗСУ (2016 — 2021), командир 80-ї бригади (2014 — 2016). Герой України.
У жовтні 2022 року увійшов до списку 25 найвпливовіших українських військових від НВ.

## Життєпис
Закінчив Харківське гвардійське вище танкове командне училище в 1997 році з відзнакою.
Після здобуття освіти починав службу на посаді командира взводу в 51-й механізованій дивізії. Потім обіймав посади начальника штабу танкового батальйону, командира механізованого батальйону, начальника штабу аеромобільного полку.
У 2004 році Андрій Ковальчук уперше закінчив Національну академію оборони України — за спеціальністю «бойове застосування та управління діями підрозділів (частин, з'єднань) Сухопутних військ». Здобув кваліфікацію офіцера військового управління оперативно-тактичного рівня.
У 2005—2006 роках у званні майора брав участь у Миротворчій місії в Косово.
У 2011 році Андрій Ковальчук служив на посаді начальника штабу вертолітного загону в Ліберії.
12 квітня 2024 року було повідомлено про призначення на посаду начальника Одеської військової академії.

### Російсько-українська війна
На момент початку війни Андрій Ковальчук перебував на посаді начальника штабу 80-ї окремої аеромобільної бригади.
У червні—липні 2014 року 1-ша аеромобільно-десантна рота 1-ї батальйонної тактичної групи 80-ї бригади в боях звільнила Лиман, Миколаївку та Слов'янськ. Потім десантники під керівництвом Ковальчука здійснили марш у напрямі населеного пункту Щастя з метою допомоги 3-й батальйонній тактичній групі. Згодом підрозділи спільно деблоковували Луганський аеропорт, при цьому полковник був поранений, проте продовжив виконувати завдання.
У серпні 2014 року призначений командувачем 80-ї окремої аеромобільної бригади..
19 липня 2014 року за особисту мужність і героїзм, виявлені в захисті державного суверенітету та територіальної цілісності України нагороджений орденом Богдана Хмельницького III ступеня, а 10 жовтня 2015 року — орденом Богдана Хмельницького II ступеня.
З березня 2016 року наказом міністра оборони був призначений на посаду начальника штабу — першого заступника командувача Високомобільних десантних військ Збройних Сил України.[джерело?]
Нагородні атрибути звання Герой України полковнику Андрію Ковальчуку були вручені Президентом України Петром Порошенком під час параду на Хрещатику з нагоди 25-ї річниці Незалежності України 24 серпня 2016 року.
14 жовтня 2016 року присвоєно військове звання генерал-майора.
У 2018 році здобув ступінь магістра державного управління у Національному університеті оборони України ім. Івана Черняховського. А в червні того ж року отримав меч королеви Великої Британії Єлизавети II, що традиційно, ще з 1996 року, отримують найкращі випускники Національного університету оборони України з рук військового аташе британського посольства.
У травні 2019 року певний час перебував на посаді начальника штабу — першого заступника командувача операції Об'єднаних сил.
9 серпня 2021 року Андрія Ковальчука наказом Міністра оборони призначено на посаду командувача оперативного командування «Південь» Сухопутних військ ЗСУ.
Волинянин брав участь у звільненні правобережної Херсонщини. ЗСУ в листопаді 2022 року завершили наступ у напрямку Херсона та вийшли до Дніпра. Під командуванням Ковальчука військові частини та з'єднання також діяли на Одещині, Запоріжжі й Миколаївщині. Російські загарбники зазнали значних втрат та відступили.

#### Російське вторгнення в Україну (2022)
Командувач оперативно-стратегічного угруповання військ «Олександрія» (південний театр бойових дій).
9 квітня 2024 року Ковальчука було звільнено з посади командувача оперативного командування «Південь», його місце посів бригадний генерал Шаповалов Геннадій.

## Нагороди та відзнаки
- звання Герой України з врученням ордена «Золота Зірка» (23 серпня 2016) — за особисту мужність, героїзм і високий професіоналізм, виявлені у захисті державного суверенітету та територіальної цілісності України, самовіддане служіння Українському народові[14]
- Хрест бойових заслуг (27 липня 2022) — за визначні особисті заслуги у захисті державного суверенітету та територіальної цілісності України, самовіддане служіння Українському народу, вірність військовій присязі[15]
- орден Богдана Хмельницького II ступеня (10 жовтня 2015) — за особисту мужність і високий професіоналізм, виявлені у захисті державного суверенітету та територіальної цілісності України, вірність військовій присязі[16]
- орден Богдана Хмельницького III ступеня (19 липня 2014) — за особисту мужність і героїзм, виявлені у захисті державного суверенітету та територіальної цілісності України[17]
- орден Данила Галицького (2 травня 2022) — за особисту мужність і самовіддані дії, виявлені у захисті державного суверенітету та територіальної цілісності України, вірність військовій присязі[18].
- почесний громадянин Любешівського району (2017)[19].
- перехідний меч королеви Великої Британії Єлизавети II (випускнику Національного університету оборони імені Івана Черняховського, 2018)[20].